# Lorelai's first cotillion
Lorelai's first cotillion es el 134° episodio de la serie de televisión norteamericana Gilmore Girls.

## Resumen del episodio
En la cena del viernes, mientras Emily le enseña a una nieta de su amiga de la DAR sobre la etiqueta social, Lorelai les da a sus padres la noticia sobre su ruptura con Luke, pero estos evitan hablar del tema, al contrario de lo que ella esperaba; a ellos parece no sorprenderles mucho la noticia, y Lorelai confirma que la actitud que muestran es porque ella siempre ha querido ir contra ellos. 
Rory, por su parte, extraña a Logan y sigue las recomendaciones de Paris para intentar otro tipo de comunicación con él, aunque no le parece muy grato, entonces empieza a intercambiar mensajes de texto.
Lane finalmente le cuenta a Zach que está embarazada, pero ambos después se dan cuenta de lo muy rápido que se han dado las cosas en su matrimonio, y a él le cuesta asimilarlo pero al final lo hace. 
En el Drangonfly, Emily sorprende a Lorelai cuando lleva a varias niñas para un ensayo de reglas de etiqueta social, como preparación para su primer baile o cotillón. Michel desea ir a dicha fiesta y le dice a Lorelai para que sea su pareja. Ella se niega, pero finalmente acepta debido a que le debe a él un favor; después descubre que las cosas que sus padres querían para ella no eran tan terribles. 
Mientras, el restaurante de Luke ha vuelto a abrir y se ve prácticamente igual a como estaba antes. 
Christopher llama a Rory para cenar con ella, y después cuando regresan a casa de Rory se encuentran con Lorelai, quien queda bastante sorprendida por Christopher cuando éste le dice que la ama y que lo que pasó representó mucho para él.

## Errores
- Emily afirma que Lorelai nunca tuvo una fiesta de cotillón, lo cual no es cierto (Christopher dijo que él y Lorelai tuvieron varias, en el episodio Presenting Lorelai Gilmore).
- En la fiesta, mientras Charlotte les presenta a Lorelai a sus abuelos, los músicos dejan de tocar los instrumentos pero la música sigue.
- Emily dice que han pasado dos meses de la cena con Caroline y Christopher, pero Lorelai dijo que fueron 3 semanas.
- En la cena del viernes, cuando Emily le pregunta a Richard si quiere agregar algo después de enterarse de la ruptura de Lorelai y Luke, Richard tiene un vaso en la mano, que en la siguiente escena se convierte en una cuchara.
- Es casi imposible que la niña prepare las 4 bebidas en 30 segundos, y las lleve servidas en bandeja, esto, cuando Lorelai y Rory van a la cena del viernes. Además, mientras Lorelai habla, se ve el carrito de bebidas pero la niña no está allí.
- Rory no pagó lo que pidió en Luke's y se marchó a la vista del dueño.
- Logan dice a Rory "¿Mi ayer o tu ayer?", luego de que ella le pide que le cuente sobre el día anterior. Lo cual no es posible porque solo están a 5 horas de diferencia y en el reloj se ve que en Stars Hollow son las 2:00 AM.

- Datos: Q5646013